# Idioma bunun
La lengua bunun (chino: 布農語) es hablada por el pueblo bunun de Taiwán. Forma parte de las lenguas formosanas, un grupo geográfico de lenguas austronesias, y se subdivide en cinco dialectos: isbukun, takbunuaz, takivatan, takibaka y takituduh. Isbukun, el dialecto dominante, se habla principalmente en el sur de Taiwán. El takbunuaz y el takivatan se hablan principalmente en el centro del país. Takibaka y Takituduh son dialectos del norte. Un sexto dialecto, el takipulan, se extinguió en la década de 1970.
Los saaroa y los kanakanavu, dos grupos minoritarios más pequeños que comparten su territorio con un grupo isbukun bunun, también han adoptado el bunun como lengua vernácula.

## Nombre
El nombre bunun significa literalmente «humano» u «hombre».

## Dialectos
El bunun se subdivide actualmente en cinco dialectos: Isbukun, Takbunuaz, Takivatan, Takibaka y Takituduh. Li (1988) divide estos dialectos en tres ramas principales: septentrional, central e isbukun (también clasificado como bunun meridional). Takipulan, un sexto dialecto, se extinguió en la década de 1970. El isbukun, el dialecto de prestigio, es también el más divergente. Los dialectos más conservadores se encuentran en la rama norte.
- Proto-bunun
  - Isbukun
  - Norte-central
    - Norteño
      - Takituduh
      - Takibakha

    - Central
      - Takbanuaz
      - Takivatan

El bunun se hablaba originalmente en el municipio de Sinyi (Xinyi) y sus alrededores, en el condado de Nantou. A partir del siglo XVII, el pueblo bunun se expandió hacia el sur y el este, absorbiendo a otros grupos étnicos como los saaroa, los kanakanavu y los thao. El bunun se habla en una zona que se extiende desde el municipio de Ren-ai, en Nantou, al norte, hasta el municipio de Yan-ping, en Taitung, al sur. El isbukun se distribuye por Nantou, Taitung y Kaohsiung. El takbanuaz se habla en Nantou y en el sur del condado de Hualien. El takivatan se habla en Nantou y en el centro de Hualien. El takituduh y el takibakha se hablan en Nantou.

## Proto-bunun
Shibata (2020) tiene una reconstrucción del Proto-Bunun.

## Fonología

### Consonantes
|             |             | Labial | Dental | Alveolar | Velar  | Uvular | Glotal |
| ----------- | ----------- | ------ | ------ | -------- | ------ | ------ | ------ |
| Nasal       | Nasal       | m      |        | n        | ŋ ⟨ng⟩ |        |        |
| Oclusiva    | plana       | p      |        | t        | k      | q      | ʔ ⟨'⟩  |
| Oclusiva    | implosiva   | ɓ ⟨b⟩  |        | ɗ ⟨d⟩    |        |        | ʔ ⟨'⟩  |
| Fricativa   | Fricativa   | v      | ð ⟨z⟩  | s        |        | χ      | h      |
| Aproximante | Aproximante |        |        | l        |        |        |        |

#### Nota ortográfica
- /dʒ/ como ⟨j⟩.

### Vocales
|       | Anterior | Central | Posterior |
| ----- | -------- | ------- | --------- |
| Alta  | i        |         | u         |
| Media | e        |         |           |
| Baja  |          | a       |           |

## Gramática

### Descripción
El bunun es una lengua de verbo inicial y tiene un sistema de alineación o enfoque austronesio. Esto significa que las cláusulas en bunun no tienen una alineación nominativo-acusativo o absolutivo-ergativo, sino que los argumentos de una cláusula se ordenan según qué participante en el evento descrito por el verbo está «en foco». En bunun, tres papeles distintos pueden estar en foco:
- elemento agente: la persona o cosa que realiza la acción o alcanza/mantiene un estado;
- elemento paciente: la persona o cosa que participa de algún modo en la acción sin ser un agente; existen tres tipos de experimentadores:
  - pacientes: personas o cosas a las que se realiza una acción o se produce un acontecimiento
  - instrumentos: cosas (a veces personas) que se utilizan para realizar una acción
  - beneficiarios (también llamados destinatarios): las personas (a veces cosas) para las que se realiza una acción o se produce un acontecimiento
- el participante locativo: el lugar donde tiene lugar una acción; en las lenguas con un sistema de voz de tipo filipino, la localización espacial suele estar al mismo nivel en una cláusula que los agentes y los pacientes, en lugar de ser una cláusula adverbial, como en inglés.[4]

El argumento que está en foco se indica en el verbo mediante una combinación de prefijos y sufijos.
- un verbo en foco agente a menudo no está marcado, pero puede recibir el prefijo ma- o -más raramente- pa- o ka-
- un verbo en foco sufijador recibe el sufijo -un
- un verbo en foco locativo recibe el sufijo -an

Muchos otros idiomas con un sistema de enfoque tienen diferentes marcas para los pacientes, instrumentos y beneficiarios, pero este no es el caso en Bunun. El argumento enfocado en una cláusula en bunun normalmente siempre aparecerá inmediatamente después del verbo (por ejemplo, en una cláusula enfocada en un actor, el agente aparecerá antes que cualquier otro participante) y en el dialecto isbukun se marca con un marcador post-nominal a.
El bunun tiene una clase muy amplia de verbos auxiliares. Los conceptos que se expresan mediante auxiliares incluyen
- negación (ni 'no ser' y uka 'no tener')
- la modalidad y la volición (por ejemplo, maqtu 'se puede, se permite')
- tiempo relativo (p. ej. ngausang 'primero, antes', qanaqtung 'haber terminado')
- comparación (maszang 'igual, parecido')
- palabras interrogativas (por ejemplo, via '¿por qué?')
- a veces numerales (p. ej. tatini '(estar) solo, (ser) sólo uno')

### Clases de palabras
El bunun takivatan tiene las siguientes clases de palabras (De Busser 2009:189). (Nota: Las palabras de las clases abiertas pueden componerse, mientras que las de las clases cerradas no).

#### Clases abiertas
1. Sustantivos
2. Verbos
3. Adjetivos

#### Clases cerradas
1. Demostrativos
2. Pronombres anafóricos
3. Pronombres personales
4. Numerales
5. Palabras de lugar
6. Palabras de tiempo
7. Palabras de modales
8. Palabras de pregunta
9. Auxiliares

### Afijos
El bunun es una lengua morfológicamente aglutinante y tiene un conjunto muy elaborado de afijos derivativos (más de 200, que en su mayoría son prefijos), la mayoría de los cuales derivan verbos de otras clases de palabras. Algunos de estos prefijos son especiales, ya que no sólo aparecen en el verbo del que derivan, sino que también se prefijan en un auxiliar precedente. Estos prefijos se denominan prefijos léxicos o prefijos anticipatorios y sólo aparecen en el bunun y en un pequeño número de otras lenguas formosanas.
A continuación se muestran algunos prefijos verbales del bunun takivatan extraídos de De Busser (2009).
| Tipo de prefijo      | Neutral   | Causativo | Acusativo |
| -------------------- | --------- | --------- | --------- |
| Forma de moviemiento | mu-       | pu-       | ku-       |
| Evento dinámico      | ma-       | pa-       | ka-       |
| Evento estativo      | ma- / mi- | pi-       | ka- / ki- |
| Evento incoativo     | min-      | pin-      | kin-      |

A continuación se ofrece una lista más completa de afijos del bunun extraída de De Busser (2009).
| Focus - enfoque agente (AF): -Ø - foco del sufragador (UF): -un (también se usa como nominalizador) - foco locativo (LF): -an (también se utiliza como nominalizador) Afijos de animo de aspecto tenso - na- irrealis (futuridad, consecuencia, volición, imperativos). También es el prefijo TAM menos ligado. - -aŋ progresivo (aspecto progresivo, simultaneidad, expresión de deseos/uso optativo) - -in perfectivo (terminación, sentido resultativo, cambio de estado, anterioridad) - -in- pasado/resultativo (pasado, contraste pasado/presente) - -i- infijo de pasado que sólo aparece ocasionalmente Partícipes de referencia cruzada - -Ø agente - -un paciente - -an locativo - is- instrumental - ki- beneficiario Prefijos locativosEstacionario 'en, en': i- - Itinerario 'llegar a': atan-, pan-, pana- - Allativo 'hasta': mu-, mun- - Terminativo 'hasta': sau- - Direccional 'hacia, en dirección a': tan-, tana- - Viativo 'a lo largo de, siguiendo': malan- - Perlativo 'a través de, dentro de': tauna-, tuna-, tun- - Ablativo 'de': maisna-, maina-, maisi-, taka- Prefijos de tipo evento - ma- Marca acontecimientos dinámicos - ma- Marca los acontecimientos estáticos - mi- Marca los eventos estáticos negativos - a- Prefijo estativo improductivo - paŋka- Marca propiedades materiales (estativo) - min- Marca estados de resultado (transformacional) - pain- Participativo; marca acciones de grupo | Causativo - pa- causativo de verbo dinámico - pi- causativo de verbo estativo - pu- hacer ir hacia Clasificación de eventos - eventos de quemado erróneo - sucesos de choque de estaño - pala- sucesos de separación - pasi- sucesos de separación - kat- sucesos de agarre Prefijos de incorporación paciente - bit- 'relámpago' - kun- 'llevar' - malas- 'hablar' - maqu- 'usar - muda- 'caminar - pas- 'escupir - qu- 'beber - sa- 'ver - tal- 'lavar - tapu- 'tener rasgo' - tastu- 'pertenecer' - taus-/tus- 'dar a luz'. - tin- 'cosechar - tum- 'conducir Verbalzadores - pu- verbalizador: 'cazar'. - maqu- verbalizador: 'usar'. - malas- verbalizador: 'hablar' |

### Pronombres
Las raíces del pronombre personal takivatan bun son (De Busser 2009:453):
- 1s: -ak-
- 2s: -su-
- 3s: -is-
- 1p (incl.): -at-
- 1p (excl.): -ðam-
- 2p: -(a)mu-
- 3p: -in-

Las tablas de pronombres personales bunun takivatan que figuran a continuación proceden de De Busser (2009:441).
| Tipo de pronombre | Raíz    | Foc. Agente (unidoo) | No-Foc. Agente (unido) | Neutral   | Foc. Agent   | Locativo | Posesivo         |
| ----------------- | ------- | -------------------- | ---------------------- | --------- | ------------ | -------- | ---------------- |
| 1ª SG             | -ak-    | -(ʔ)ak               | -(ʔ)uk                 | ðaku, nak | sak, saikin  | ðakuʔan  | inak, ainak, nak |
| 2ª SG             | -su-    | -(ʔ)as               | –                      | suʔu, su  | –            | suʔuʔan  | isu, su          |
| 1ª PL (incl.)     | -at-    | –                    | –                      | mita      | ʔata, inʔata | mitaʔan  | imita            |
| 1ª PL (excl.)     | -ðam-   | -(ʔ)am               | –                      | ðami, nam | ðamu, sam    | ðamiʔan  | inam, nam        |
| 2 PL              | -(a)mu- | -(ʔ)am               | –                      | muʔu, mu  | amu          | muʔuʔan  | imu, mu          |

|                 | Singular | Plural |
| --------------- | -------- | ------ |
| [Raíz]          | -is-     | -in-   |
| Cercanía        | isti     | inti   |
| Distancia media | istun    | intun  |
| Lejanía         | ista     | inta   |

Los pronombres personales del bunun iskubun son algo diferentes (De Busser 2009:454).
|               | Agente      | Sometido  | Posesivo      |
| ------------- | ----------- | --------- | ------------- |
| 1ª SG         | saikin, -ik | ðaku, -ku | inak, nak     |
| 2ª SG         | kasu, -as   | su        | isu, su       |
| 3ª SG         | saia        | saiʤa     | isaiʤa, saiʤa |
| 1ª PL (incl.) | kata, -ta   | mita      | imita         |
| 1ª PL (excl.) | kaimin, -im | ðami      | inam          |
| 2ª PL         | kamu, -am   | mu        | imu           |
| 3ª PL         | naia        | inaiʤa    | naiʤa         |

### Demostrativos
El takivatan bunun tiene las siguientes raíces y afijos demostrativos (De Busser 2009:454):

#### Sufijos demostrativos
1. Proximal: -i
2. Medial: -un
3. Distal: -a

#### Raíces demostrativas
1. aip-: singular
2. aiŋk-: plural vago
3. aint-: plural
4. ait-: genérico inclusivo

#### Prefijos demostrativos
1. Ø-: visible
2. n-: no visible

#### Palabras de lugar
1. ʔiti aquí
2. ʔitun ahí (distancia media)
3. ʔita allí (lejanía)

### Palabras de función
- sia marcador anafórico, «mencionado»; también se utiliza como marcador de vacilación
- tu marcador atributivo
- duma «otros»
- itu marcador honorífico

El bunun takivatan también tiene marcadores definitivos.
|                 | Singular | Plural |
| --------------- | -------- | ------ |
| Cercanía        | -ti      | -ki    |
| Distancia media | -tun     | -kun   |
| Lejanía         | -ta      | -ka    |